# ریک لومباردو
ریک لومباردو (انگلیسی: Rick Lombardo؛ زادهٔ ۲۴ مارس ۱۹۵۹) کارگردان، تهیه‌کننده و نویسنده است.